# Piornal
Piornal là một đô thị trong tỉnh Cáceres, Extremadura, Tây Ban Nha. Theo điều tra dân số 2005 (INE), đô thị này có dân số là 1532 người.

## Biến động dân số
| 1.581 | 1.560 | 1.545 | 1.566 | 1.574 | 1.554 | 1.542 | 1.535 | 1.532 | 1.524 |

40°07′B 5°50′T / 40,117°B 5,833°T